# Авангард (Рязанская область)
Аванга́рд — посёлок в Чучковском районе Рязанской области. Входит в состав Ункосовского сельского поселения.

## История
В 1966 году указом Президиума Верховного Совета РСФСР посёлок Центрального отделения совхоза «Ункосово» переименован в Авангард.

## Население
| 1981 | 2010 |
| ---- | ---- |
| 90   | ↗370 |

## Улицы
| - ул. Вокзальная, - ул. Зелёная, - ул. Молодёжная, - ул. Новая, | - ул. Садовая, - ул. Центральная, - ул. Шоссейная, - ул. Юбилейная. |